# Primus (réchaud)
Pour les articles homonymes, voir Primus.
Le réchaud Primus est un réchaud à pétrole pressurisé, développé en 1892 par Frans Wilhelm Lindqvist.
Roald Amundsen en avait un exemplaire lors de sa conquête du pôle Sud, Salomon August Andrée également lors de sa tentative tragique de rejoindre en ballon le pôle Nord, ainsi qu'Edmund Hillary et Tensing Norgay lors de leur ascension de l'Everest.
Les modèles plus modernes sont à essence blanche ou gaz butane et propane.

## En Russie
En Russie soviétique, le Primus devient vite un objet incontournable de la vie quotidienne : c'est l'équipement qui permet à chaque famille de faire à manger dans les cuisines des appartements communautaires. Il est produit dans une usine locale dès 1922, et par antonomase, le nom devient un générique pour les réchauds portatifs. 
Il est ainsi régulièrement cité par les écrivains de l'époque, comme le poète Ossip Mandelstam, qui écrit en 1925 sous le titre Primus un recueil de poèmes pour enfant, illustré par Mstislav Doboujinski. Dans un article paru en 1926, Mandelstam imagine également faire un gros plan sur un Primus dans un projet de scénario. 
Mais c'est surtout Mikhaïl Boulgakov, qui en fait le symbole de la promiscuité forcée de l'habitat collectif. Dans le Le Maître et Marguerite, le nom apparaît à plus d'une vingtaine d'occurrences. Notamment au chapitre IV, lorsque le poète qui pourchasse le diable traverse la cuisine d'un appartement communautaire ; par la suite, le démon chat Behemoth l'utilise pour incendier l'appartement 50, et lors de ses dernières aventures dans Moscou, il est figuré en citoyen à la casquette déchirée, qui tente d'accéder dans les restaurants et commerces réservés aux priviligiés avec son Primus sous le bras. 
En 2003, il a même été envisagé un projet de monument sur l'étang des Patriarches à Moscou, qui aurait été confié au sculpteur Alexander Rukavishnikov et qui devait comporter entre autres la représentation d'un Primus géant. Le projet a finalement été abandonné.